# وندین لاس بتهون
وندین لاس بتهون (به فرانسوی: Vendin-lès-Béthune) یک کمون در فرانسه است که در پا-دو-کاله واقع شده‌است.

## خصوصیات
وندین لاس بتهون ۳٫۶۳ کیلومترمربع مساحت و ۲٬۴۷۴ نفر جمعیت دارد و ۲۷ متر بالاتر از سطح دریا واقع شده‌است.